# Zach Lind

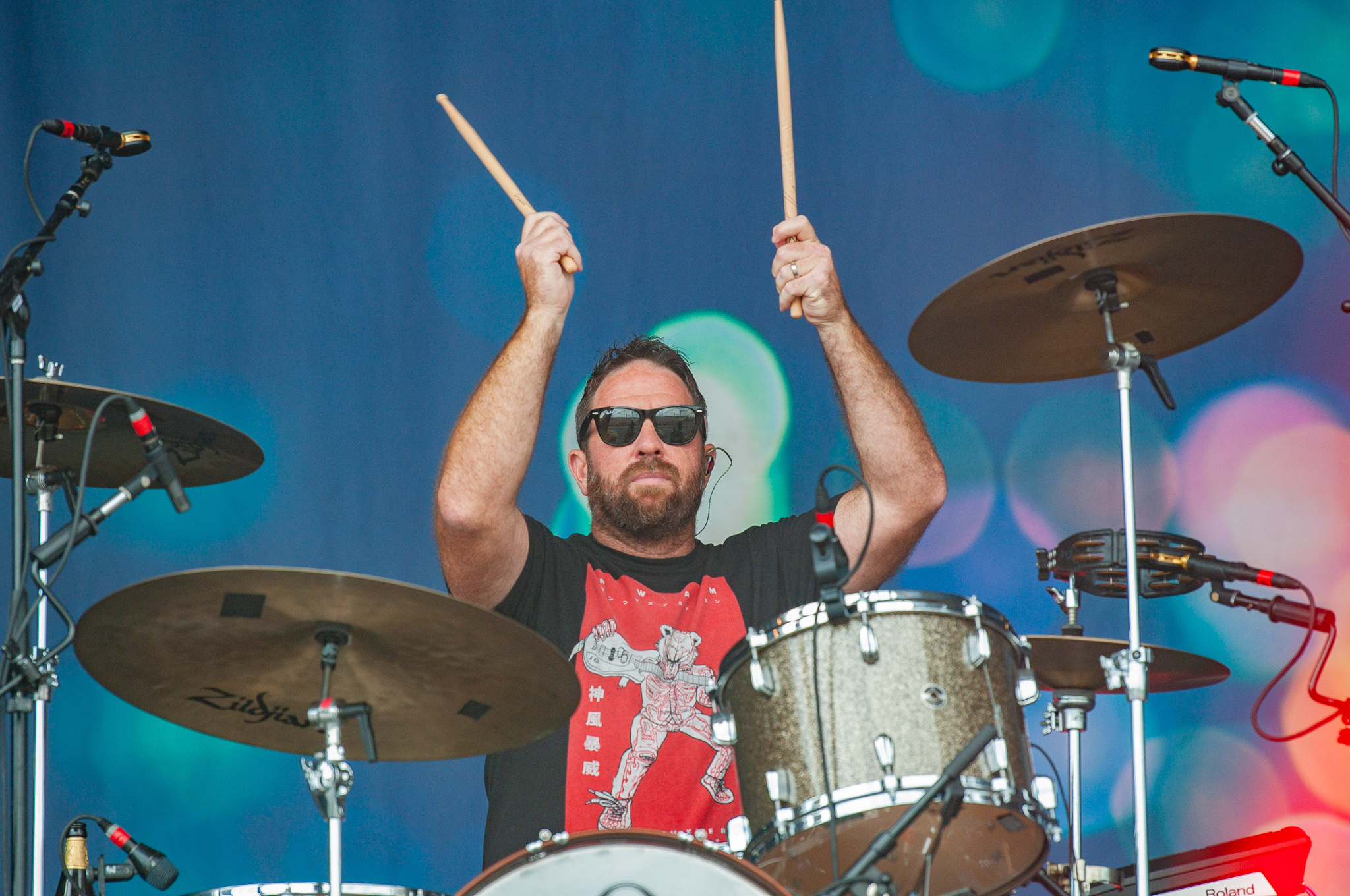
Zach Lind (Rock Im Park 2018)

Zachary Michel Lind nació el 19 de marzo de 1976 y es el batería original de Jimmy Eat World.

## Biografía
Zach es uno de los fundadores de la banda junto con Jim Adkins, Tom Linton y Mitch Porter, amigos todos ellos del colegio e instituto en Mesa, Arizona. Recuerda los difíciles comienzos de Jimmy Eat World y los malos recuerdos que les trae Capitol Records hasta que ficharon por DreamWorks para la grabación y lanzamiento del que sería su mayor éxito, Bleed American. "Lo mejor que hizo la compañía por nosotros fue comprarnos una furgoneta. Le hemos sacado mucho partido a su dinero. Nosotros consideramos las giras como una guerra de guerrillas que, a parte del dinero, proporciona otros beneficios: Hemos podido conocer a la gente que tenía verdadero interés en el éxito del grupo, hemos hecho nuevos amigos y hemos ganado nuevos fans. Nosotros siempre hemos actuado como un grupo indie, incluso cuando estábamos en la multinacional. Nuestra actitud era '¿Y qué si la casa de discos no nos apoya? Tenemos el apoyo de nuestros fans."
En el año 2000, en una entrevista, Zach fue más allá asegurando que su "situación con Capitol es que ya no estamos con ellos y nos alegramos. Capitol era buena en algunos aspectos, pero mala en muchos otros. Nadie trabajaba demasiado para promocionarnos y ese es el principal problema de los grandes sellos." Mucho ha trascendido, también, la odiada etiquetación de bandas. Jimmy Eat World fue categorizada como emo, ya que sus dos últimos trabajos antes de Bleed American, Static Prevails y Clarity, estaban muy influenciados por este tipo de música que estaba surgiendo a comienzos de los 90 en Estados Unidos. Además, la banda participó en un recopilatorio llamado The Emo Diaries. Zach, sin embargo, afirma tajante que son "amigos de Promise Ring, Get Up Kids o de los chicos que estaban en Christie Front Drive, pero sigo insistiendo en que no somos una banda emo. En cuanto a esa recopilación, si la gente de Deep Elm nos hubiese dicho que el recopilatorio iba a llamarse así, seguramente les hubiésemos dicho que se jodiesen, pero nadie nos lo mencionó hasta que nos enviaron el disco acabado. Toda la música encierra emociones, por eso definir a un estilo concreto como emocional no me parece correcto."
Zach, además, produce varias canciones de un grupo de rock electrónico de Texas llamado David Crowder Band.